# Acidostoma nodiferum
Acidostoma nodiferum är en kräftdjursart som beskrevs av Knud Hensch Stephensen 1923. Acidostoma nodiferum ingår i släktet Acidostoma och familjen Lysianassidae. Arten är reproducerande i Sverige. Inga underarter finns listade i Catalogue of Life.